# Fiołek

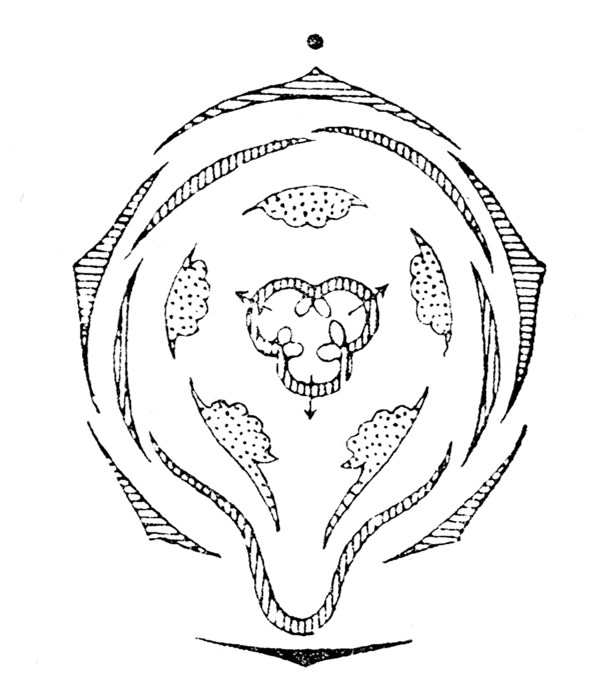
Diagram kwiatowy

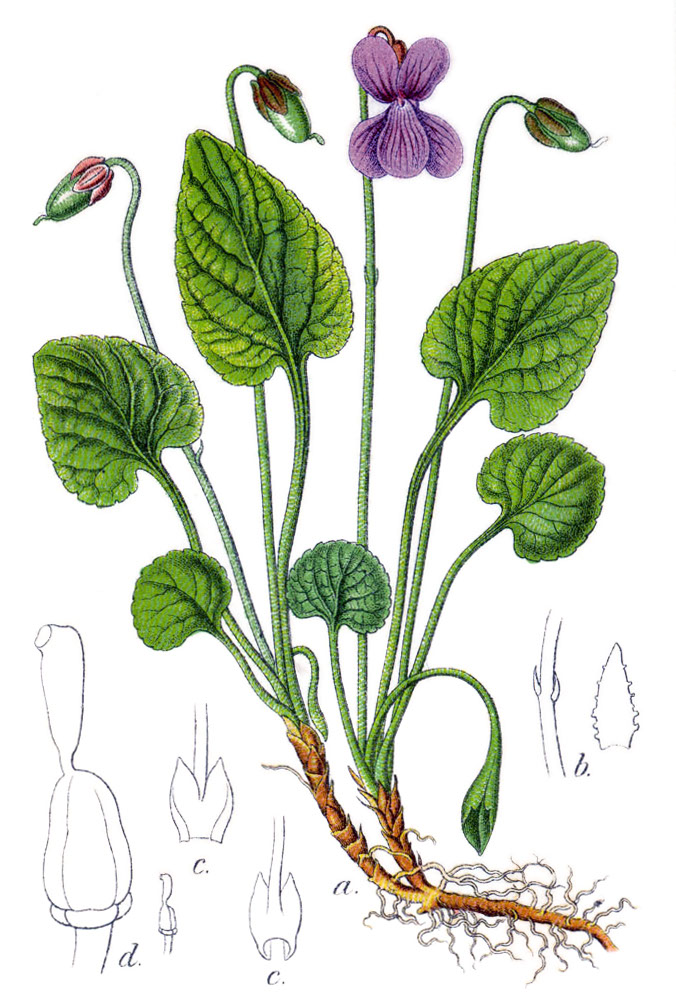
Morfologia (fiołek bagienny)

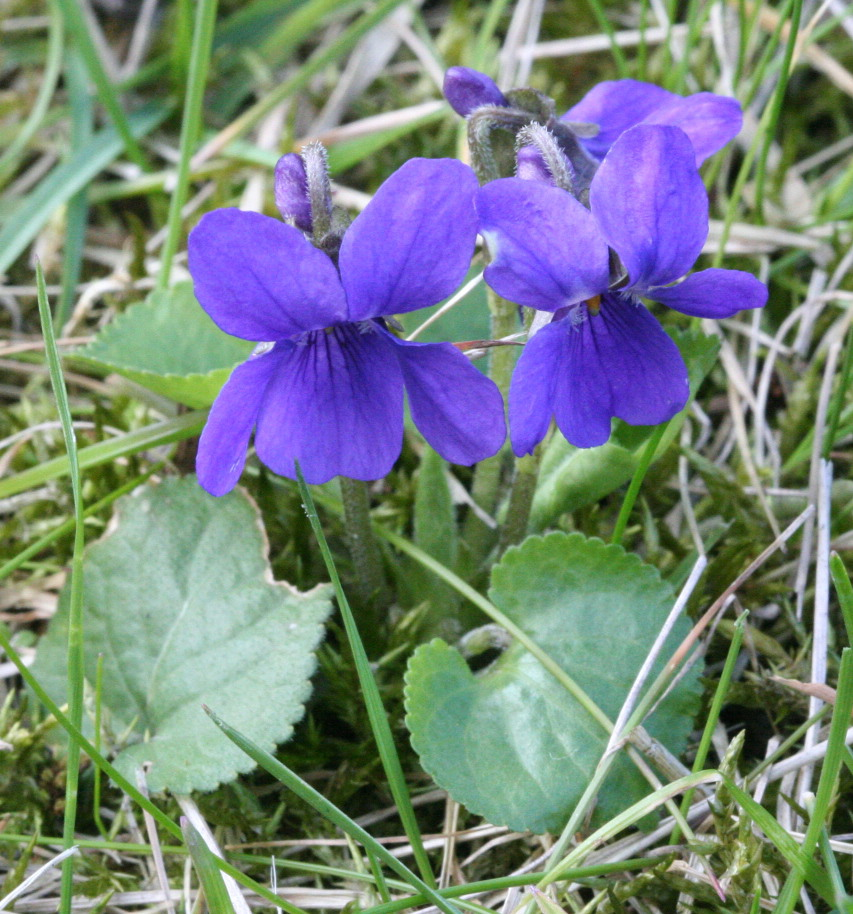
Fiołek wonny

Fiołek (Viola L.) – rodzaj roślin z rodziny fiołkowatych (Violaceae). Obejmuje około 525–600 do ponad 680 gatunków, rosnących głównie w Europie (92 gatunki, w tym w Polsce 25), w Azji, Ameryce Północnej i Południowej, poza tym także w Australii. Większość gatunków rośnie w strefie klimatu umiarkowanego oraz na obszarach górskich. Zasiedlają bardzo zróżnicowane siedliska – lasy, łąki i mokradła, ale najczęściej murawy wysokogórskie i miejsca skaliste w górach. Liczne odmiany uprawne fiołków, określane jako fiołek ogrodowy lub bratek ogrodowy V. ×wittrockiana, są popularnymi jednorocznymi roślinami ozdobnymi. Powstały w wyniku zmieszania fiołka trójbarwnego V. tricolor i innych gatunków, zwłaszcza fiołka ałtajskiego V. altaica. Dodatkowo skrzyżowanie z pirenejskim fiołkiem rogatym V. cornuta pozwoliło uzyskać trwałe rośliny uprawne, o drobniejszych kwiatach, rozpowszechniające się w uprawie zwłaszcza od początku XXI wieku.

## Morfologia
PokrójByliny, rzadziej rośliny roczne, wyjątkowo półkrzewy i niskie krzewy do 10 cm wysokości.
LiścieSkrętoległe, pojedyncze, całobrzegie lub ząbkowane, z rozmaitymi przylistkami – od niepozornych, po okazałe, liściokształtne, często głęboko podzielone.
KwiatyPojedyncze, grzbieciste, wolnopłatkowe. Poza normalnymi kwiatami nierzadko powstają kwiaty klejstogamiczne – drobne, ze zredukowanym okwiatem, w których dochodzi do samozapylenia. Działek kielicha jest 5, są niezrośnięte, ale często mają różne przydatki. Także wolnych płatków jest pięć, ale są one zróżnicowane. Górna para płatków zwykle jest wzniesiona ku górze. Para bocznych płatków jest zwykle mniejsza. Dolny płatek jest największy, posiada ostrogę i silniejsze żyłkowanie. Barwa płatków jest zróżnicowana. Pręcików jest 5, dwa dolne z nich wykształcają ostrogi i produkują nektar. Zalążnia jest górna, z pojedynczą szyjką słupka.
OwocTorebka; nasiona zwykle z elajosomem.

## Systematyka
Pozycja systematyczna według APweb (aktualizowany system APG IV z 2016)
Rodzaj sklasyfikowany do podrodziny Violoideae w obrębie rodziny fiołkowatych (Violaceae), prawdopodobnie siostrzanej dla męczennicowatych (Passifloraceae). Rodzina należy do obszernego rzędu malpigiowców (Malpighiales) i wraz z nim do kladu różowych w obrębie okrytonasiennych.
Pozycja systematyczna według systemu Reveala (1993–1999)
Gromada okrytonasienne (Magnoliophyta Cronquist), podgromada Magnoliophytina Frohne & U. Jensen ex Reveal, klasa Rosopsida Batsch, podklasa ukęślowe (Dilleniidae Takht. ex Reveal & Tahkt.), nadrząd Violanae R. Dahlgren ex Reveal, rząd fiołkowce (Violales Perleb), rodzina fiołkowate (Violaceae Batsch), podrodzina Violoideae Burnett, plemię Violeae DC., podplemię Violinae Kitt. in A. Rich., rodzaj fiołek (Viola L.).
Gatunki flory Polski
Pierwsza nazwa naukowa według listy krajowej, druga – obowiązująca według bazy taksonomicznej Plants of the World online (jeśli jest inna)
- fiołek alpejski Viola alpina Jacq.
- fiołek bagienny Viola uliginosa Besser
- fiołek biały Viola alba Besser
- fiołek bławatkowy Viola suavis M.Bieb.
- fiołek błotny Viola palustris L.
- fiołek dacki Viola dacica Borbás
- fiołek drobny Viola pumila Chaix
- fiołek dwukwiatowy Viola biflora L.
- fiołek Kitaibela Viola kitaibeliana Schult. – efemerofit
- fiołek kosmaty Viola hirta L.
- fiołek leśny Viola reichenbachiana Jord. ex Boreau
- fiołek mokradłowy Viola stagnina Kit. ex Schult.
- fiołek nibypsi Viola montana L. ≡ Viola elatior Fr.
- fiołek pagórkowy Viola collina Besser
- fiołek polny Viola arvensis Murray
- fiołek przedziwny Viola mirabilis L.
- fiołek psi Viola canina L.
- fiołek Rivina Viola riviniana Rchb.
- fiołek rogaty Viola cornuta L. – zadomowiony antropofit
- fiołek skalny Viola rupestris F.W.Schmidt
- fiołek torfowy Viola epipsila Ledeb.
- fiołek trójbarwny Viola tricolor L.
- fiołek trwały Viola saxatilis F.W.Schmidt ≡ Viola tricolor subsp. subalpina Gaudin
- fiołek wonny Viola odorata L. – prawdopodobnie antropofit
- fiołek wyniosły Viola elatior Fr.
- fiołek żółty Viola lutea Huds.

Gatunki uprawiane w Polsce
- fiołek ałtajski Viola altaica Ker Gawl.
- fiołek dłoniasty Viola palmata L.
- fiołek jednokwiatowy Viola uniflora L.
- fiołek kanadyjski Viola canadensis L.
- fiołek kapturkowaty Viola cucullata Aiton
- fiołek labradorski Viola labradorica Schrank
- fiołek mandżurski Viola mandshurica W.Becker
- fiołek miniaturowy Viola hamiltoniana D.Don
- fiołek missouryjski Viola missouriensis Greene
- fiołek motylkowaty Viola sororia Willd.
- fiołek nagi Viola glabella Nutt.
- fiołek okrągłolistny Viola rotundifolia Michx.
- fiołek ogrodowy, bratek Viola x wittrocckiana hort.
- fiołek palczasty Viola dactyloides Schult.
- fiołek paskowany Viola striata Aiton
- fiołek pierwiosnkolistny Viola primulifolia L.
- fiołek pierzasty Viola pinnata L.
- fiołek pocięty Viola eizanensis (Makino) Makino
- fiołek powabny Viola gracilis Sm.
- fiołek północny Viola septentrionalis Greene
- fiołek preriowy Viola pedatifida G.Don
- fiołek rogaty Viola cornuta L.
- fiołek senizyjski Viola cenisis L.
- fiołek sierocy Viola orphanidis Boiss.
- fiołek Stojanowa Viola stojanowii W.Becker
- fiołek stopowaty Viola pedata L.
- fiołek strzałkowaty Viola sagittata Aiton
- fiołek transylwański Viola jooi Janka
- fiołek wapieniolubny Viola calcarata L.
- fiołek wschodniokarpacki Viola declinata Waldst. & Kit.
- fiołek zgięty Viola adunca Sm.

## Obecność w kulturze i symbolice

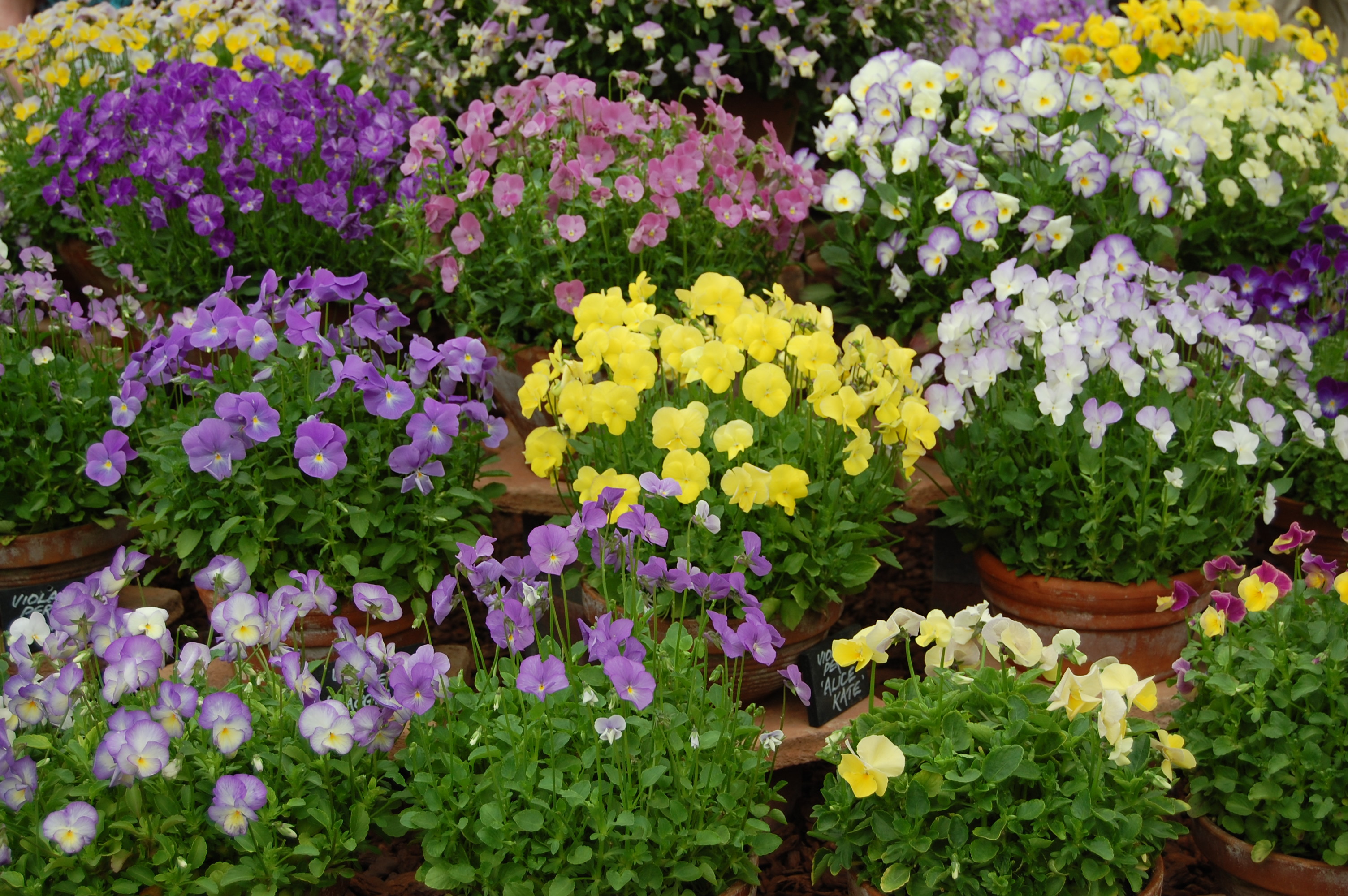
Różnorodne odmiany uprawne fiołków

W powszechnej tradycji fiołek symbolizuje skromność, niewinność, cnotę, pokorę, wierność, stałość w uczuciach, szczerość, prawdę, tajemnicę, piękno, miłość, namiętność, aromat, wiosnę. Fiołek jest klasycznie uznawany za kwiat osób urodzonych w lutym według tradycji angielskiej.
Według mitologii greckiej wyrósł z krwi Ajaksa Wielkiego lub wykastrowanego Attisa albo powstał z oddechu Io. Był poświęcony Afrodycie i znienawidzony przez Persefonę. W starożytnej Grecji fiołki wieńczyły głowy biesiadników (sądzono, iż chronią od upicia się i migreny) i zdobiły tyrsy podczas uczt. W starożytnym Rzymie obchodzono święto ku czci duchów zmarłych, Violaria, kiedy to przystrajano groby fiołkami.
Fiołki stały się też symbolem miłości lesbijskiej. To skojarzenie wywodzi się z fragmentów wiersza Sappho o utraconej miłości, w którym opisuje ją słowami: „Blisko u mego boku kładziesz wokół siebie [wiele wieńców] fiołków i róż”. Pochodząca z 1926 r. jedna z pierwszych sztuk poświęconych związkowi lesbijek, La Prisonnière Édouarda Bourdeta, wykorzystała bukiet fiołków jako wyraz lesbijskiej miłości.